# 唐纳德·比文
唐纳德·沃德·比文爵士，CBE（1924年8月31日—2009年11月4日）是新西兰医学家，主要研究糖尿病防治。

## 生平
比文自1960年起在基督城医学院（今奥塔哥大学基督城分校）从事全职教学及研究，1971年被聘为教授。该校的比文讲堂以他的姓氏命名。
比文在糖尿病防治研究方面功绩卓著，于1989年新年表彰中获得了大英帝国勋章，1990年获得新西兰纪念奖章，又于2005年获得新西兰功绩勋章。2009年，他被评为“基督城十二英杰”之一，在基督城艺术中心外树立起铜像。
比文倡导地中海饮食，协助建立了新西兰南岛的酿酒业，在基督城和班克斯半岛建起葡萄园、种植橄榄树。
2009年11月，唐纳德·比文死于房屋起火。次月在基督城市政厅举办了有近千人参加的纪念活动。时任新西兰卫生研究委员会主席宣布，将设立唐纳德·沃德·比文名誉教授奖以表彰新西兰每年为糖尿病研究作出最卓越贡献的科学家。